# Andy Umberger
Andy Umberger (né en Virginie) est un acteur américain.

## Biographie
Andy Umberger est né en Virginie. Il fait ses études supérieures à la Virginia Commonwealth University et travaille ensuite en tant qu'acteur de théâtre à Richmond. Il part ensuite à New York poursuivre sa carrière, jouant notamment dans trois pièces à Broadway et se marie en 1988 avec l'actrice Teri Bibb. Vers la fin des années 1990, le couple s'installe à Los Angeles et l'acteur se tourne alors essentiellement vers des rôles à la télévision et au cinéma. Il a joué des seconds rôles dans plus de 15 films et a fait plus de 60 apparitions dans des séries télévisées, dont une dizaine dans des rôles récurrents.

## Filmographie

### Cinéma
- 2000 : Un amour infini : le pilote
- 2002 : Apparitions : le docteur
- 2003 : The Singing Detective : M. Dark
- 2003 : S.W.A.T. unité d'élite : l'adjoint-chef
- 2004 : Des étoiles plein les yeux : le superviseur des services secrets
- 2005 : Coach Carter : l'entraîneur de Bay Hill
- 2005 : Nine Lives : le garde
- 2006 : Déjà vu : l'enquêteur de NTSB
- 2010 : Unstoppable : Janeway
- 2011 : Rhum express : M. Green
- 2013 : Dark Skies : Dr Jonathan Kooper
- 2016 : The Accountant : Ed Chilton

### Télévision
- 1998 : Le Caméléon (saison 3 épisode 1) : Fisk
- 1999 : Angel (épisode L'Étrange Docteur Meltzer) : Dr Ronald Meltzer
- 1999 : Ally McBeal (saison 3 épisode 6) : M. Fordham
- 1999-2002 : Buffy contre les vampires (épisodes Les Deux Visages, Le Mariage de Buffy, La Corde au cou et Crise d'identité) : D'Hoffryn
- 1999-2003 : À la Maison-Blanche (3 épisodes) : Stevie / Cal Mathis
- 2000 : X-Files : Aux frontières du réel (saison 7 épisode Requiem) : Agent Chesty Short
- 2002 : Firefly (saison 1 épisode 11) : le capitaine Dortmunder
- 2002-2003 : Urgences (saison 9 épisodes 7 et 18) : Dr David Harvey
- 2003 : Friends (saison 9 épisode 22) : Dr Connelly
- 2003 : 24 heures chrono (3 épisodes) : Dr Linzer
- 2004 : NCIS : Enquêtes spéciales (saison 1 épisode 13) : Agent Freedman
- 2005-2008 : Desperate Housewives (2 épisodes) : l'inspecteur Romslow
- 2005-2008 : Boston Justice (4 épisodes) : le procureur Morrison
- 2006 : Les Experts (saison 6 épisode 22) : Rob Rhoda
- 2007 : Mad Men (6 épisodes) : Dr Arnold Wayne
- 2009-2011 : Les Feux de l'amour (6 épisodes) : le juge Disanto
- 2011 : Weeds (2 épisodes) : le juge Franklin
- 2011 : American Horror Story (saison 1 épisode 1) : Dr Day
- 2015 : Aquarius (3 épisodes) : Howard